# グスタフ3世 (スウェーデン王)
グスタフ3世（Gustav III, 1746年1月13日（グレゴリオ暦1月24日） - 1792年3月29日）は、スウェーデン王国のホルシュタイン＝ゴットルプ朝第2代の国王（在位：1771年 - 1792年）。
ロシア帝国やデンマークと戦って勝利し、ヨーロッパでの名声を高めた。またハンス・フォン・フェルセンを臣下とし、フランスとの友好関係を深めた。グスタフ3世の時代はスウェーデンの中興の時代であり、また文化面から「ロココの時代」とも呼ばれている。
1980年代に発行されていた50クローナ紙幣に肖像が使用されていた。

## 生涯

### 生い立ち
グスタフ3世は母后ロヴィーサ・ウルリカの期待の星として幼い頃から教育される。そして25歳の時、父王アドルフ・フレドリクの死去により、国王の座にたどり着くことになる。
当時はスウェーデンの政権を農民、市民と貴族らによる身分制議会が握っており、事実上は貴族らの影響が強かった。ロヴィーサ・ウルリカは、国王が内政など国政を動かすべきだと考えていた（彼女もクーデターを起こしたが失敗している）。

### クーデター
そんな教育を受けたグスタフ3世は、国王になった後即座に王党派の支持の下、近衛兵を用いてクーデターを起こし、権限を握っていた貴族らからそれを奪い取り、議会に新しい憲法を通す（この背景には、スウェーデンを弱体化せしめた「自由の時代」からの脱却と、貴族政治に失望した農民やブルジョワなどの王党派による支持があった）。クーデターは無血で成功し、グスタフ3世はストックホルム市民の歓喜を受けた。詩人のカール・ミカエル・ベルマンは祝詩を送り、ヴォルテールからも賛美の手紙が届いた。グスタフ3世は無血クーデターの成功によって、「王国の再建者」と称えられたが、対外的な問題は解消するには至らなかった。
グスタフ3世は一般的に絶対君主として知られているが、一方で、啓蒙思想を持つ母の影響を強く受けて内政改革を行った事から、啓蒙専制君主と呼ばれることもある。グスタフ3世は自ら国政に関与し、身分制議会を尊重しながらも専制的な君主として振る舞った事から、それまで貴族が中心となって国政を牛耳ってきた「自由の時代」は終わりを告げた。

### 治世

#### 文化
グスタフ3世は、ロココの文化王として君臨した。スウェーデンの歴史では、特にグスタフ3世の時代を指して、「グスタフ朝時代」あるいは「ロココの時代」と呼称された。この時代は、フランスの政治、文化がスウェーデンに影響をもたらした。特に啓蒙思想はグスタフ3世の母ロヴィーサ・ウルリカを介してスウェーデンに啓蒙時代をもたらした。グスタフ3世は文芸を推奨し、自らそれに倣った。グスタフ3世は演劇を愛し、度々国内外の俳優や作家を招いた。ドイツ出身の作曲家ヨーゼフ・マルティン・クラウスやイタリアの作曲家、指揮者であるフランチェスコ・アントニオ・ウッティーニはその一人である。またグスタフ3世自身、脚本家であり、演出家であり、また俳優でもあった。ハーガ宮殿やドロットニングホルム宮殿は、グスタフ3世によって度々オペラや演劇が上演され、1782年にはオペラ座が完成し、グスタフ3世の私的な晩餐会が催された。1786年には、スウェーデン・アカデミー（Svenska Akademien）が設立されている。

#### 対外関係

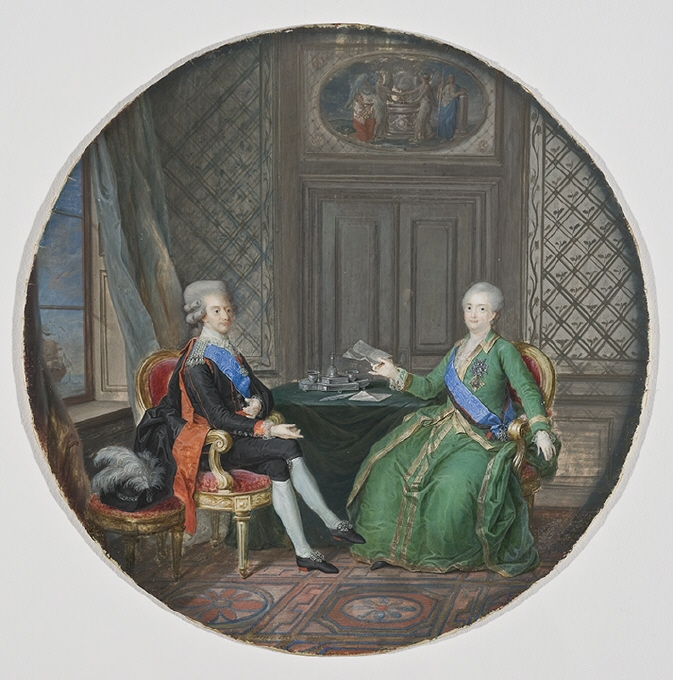
エカテリーナ女帝とグスタフ3世

対外関係においては、デンマーク、ロシア帝国との関係に揺れていた。デンマークからは王妃を迎える事でバランスを保ったが、ロシアとの間はままならなかった。グスタフ3世は、度々ロシアを訪問して、ロシア皇帝エカチェリーナ2世との友好関係を構築しようとしたが、女帝はこれに関心を持たず、計画は頓挫した。これを受けたグスタフ3世は方針を転換して、フランス王家のブルボン家との友好を深めていく事となる。1784年にフランスからサン・バルテルミー島を獲得した事は、一つの成果であった。スウェーデンはこの島で中継貿易と植民地化を推進した。
アメリカ独立戦争では中立をとったものの、中立貿易を阻害されたために、ロシアが提唱した武装中立同盟に参加した。またアメリカ合衆国とは、中立国で最初に国家の承認を行い、1783年にはアメリカ・スウェーデン友好通商条約も結んだ。しかしスウェーデンは、フランスとの同盟上、フランス軍の兵士としてスウェーデン軍将校も独立戦争に義勇軍として戦っている。しかしグスタフ3世自身は、専制君主的な考えから当初はイギリスを支持していたため、義勇軍はイギリス側にも加わっていた。
1780年代に入ると、グスタフ3世は強国政策を推し進め始めた。当初の目論見はノルウェーであり、グスタフ3世はノルウェー併合計画を立てた。おりしもノルウェーでは、デンマークの重商主義政策に反発し、スウェーデンの保護を求める動きもあった。とは言え、デンマークとロシアは緊密な同盟関係を結んでおり、デンマークはロシアの軍事力によって守られているも同然であった。また、当時のスウェーデンの国力では、ロシアを背後にしてデンマーク領に侵攻する軍事力はなかった。結局、グスタフ3世はノルウェー併合計画を諦め、東方政策に転換した。これは、ロシアに対する失地奪還と、フィンランドの確保が前提だった。同時にバルト海におけるバランス・オブ・パワーの再編及び国際的地位の向上を目的とした。そのためにグスタフ3世は、軍備の増強を開始し、フランスとも同盟関係を強化した。これは、フィンランドにおいてロシアの保護を受けようとする動きが生じていたためでもあった。ロシアからのフィンランドへの干渉を阻止するためにも、グスタフ3世は対ロシア政策を最優先する事となった。
当時は国力は軍事力とほぼ同義であった。グスタフ3世は軍事力の増強に努め、1788年6月にロシア帝国に戦争を仕掛けた（大北方戦争以前のスウェーデンの大国時代、バルト帝国の再興を夢見ていた）。開戦権は議会にあったので、自国の軍隊にロシア軍の制服を着させ、彼らによる攻撃を理由に戦争を開始したのだった。もっとも当時としては、噂の範疇を出るものではなかった。グスタフ3世は、自らフィンランドへ行きそこで指揮を執った。陸戦では苦戦を強いられたものの、海戦における艦隊戦で優位に立つのである。そしてフィンランド湾の海戦（スヴェンスクスンドの海戦）で勝利し、ロシア女帝エカチェリーナ2世を驚かしたものの、ロシアはイギリス、プロイセンを仲介に引き込み、休戦に持ち込んだので、スウェーデン側の完全な勝利とはならなかった。また、戦死者よりも戦病死が1万人に及んだことや、戦費も国費を上回るほど巨額であった。
とはいえグスタフ3世は、この戦争でヨーロッパでの名声を手に入れることに成功した。従属国フィンランドにおいてもロシアの策謀を察知し、支配を強化した（アニアーラ事件）。スウェーデンは、同時にデンマークへの牽制も成功し、ヨーロッパにおける国際的地位を向上させる事に成功した。また、これによってスウェーデンは失地奪還はならなかったものの、フィンランドを確保する事が出来た。以後、ナポレオン戦争が激化するまでロシアとスウェーデンの関係は改善された。1791年にはドロットニングホルム宮殿で友好軍事同盟が結ばれた。
1790年に絶対王政を復活させる。またフランス革命が勃発すると、フェルセンをスパイとして送り込み、反革命十字軍を提唱するなど国際的活動を活発に行った（十字軍結成は、欧州諸国の支持を得られず、最終的には失敗した。グスタフ3世は、スウェーデン・ロシア軍によるノルマンディー上陸計画も工作し、エカチェリーナ女帝も関心を寄せたが、これは国内の理解を得られなかった）。フェルセンが行ったヴァレンヌ事件を裏で手引きしたのもグスタフ3世であり、革命に対する反革命への情熱は、並々ならぬものがあったと言われている。これを反革命政策といい、この情熱は、息子のグスタフ4世アドルフへと引き継がれた。
グスタフ3世が復活させた絶対王政は、息子のグスタフ4世が親政を開始すると再開され、その親子の名を取って、「グスタフ朝絶対主義」（det gustavianska envaldet）と呼ばれるようになった。1809年に立憲君主制となるまでのスウェーデンは、絶対君主制であった。

#### 内政
内政も重視し、拷問の廃止や、言論の自由の法律化や、自由の時代より継続する社会福祉事業なども行った建設王でもあった。一方で失敗した政策は、禁酒法であった。この後スウェーデン最大の内政の課題は、この禁酒法であり、問題への解決は、19世紀以降までかかる事になった。また、コーヒーも禁止し、厳しく取り締まった。危険性を調べるためとして双子を使った人体実験「グスタフ3世のコーヒー実験」を行ったとされる。

### 暗殺

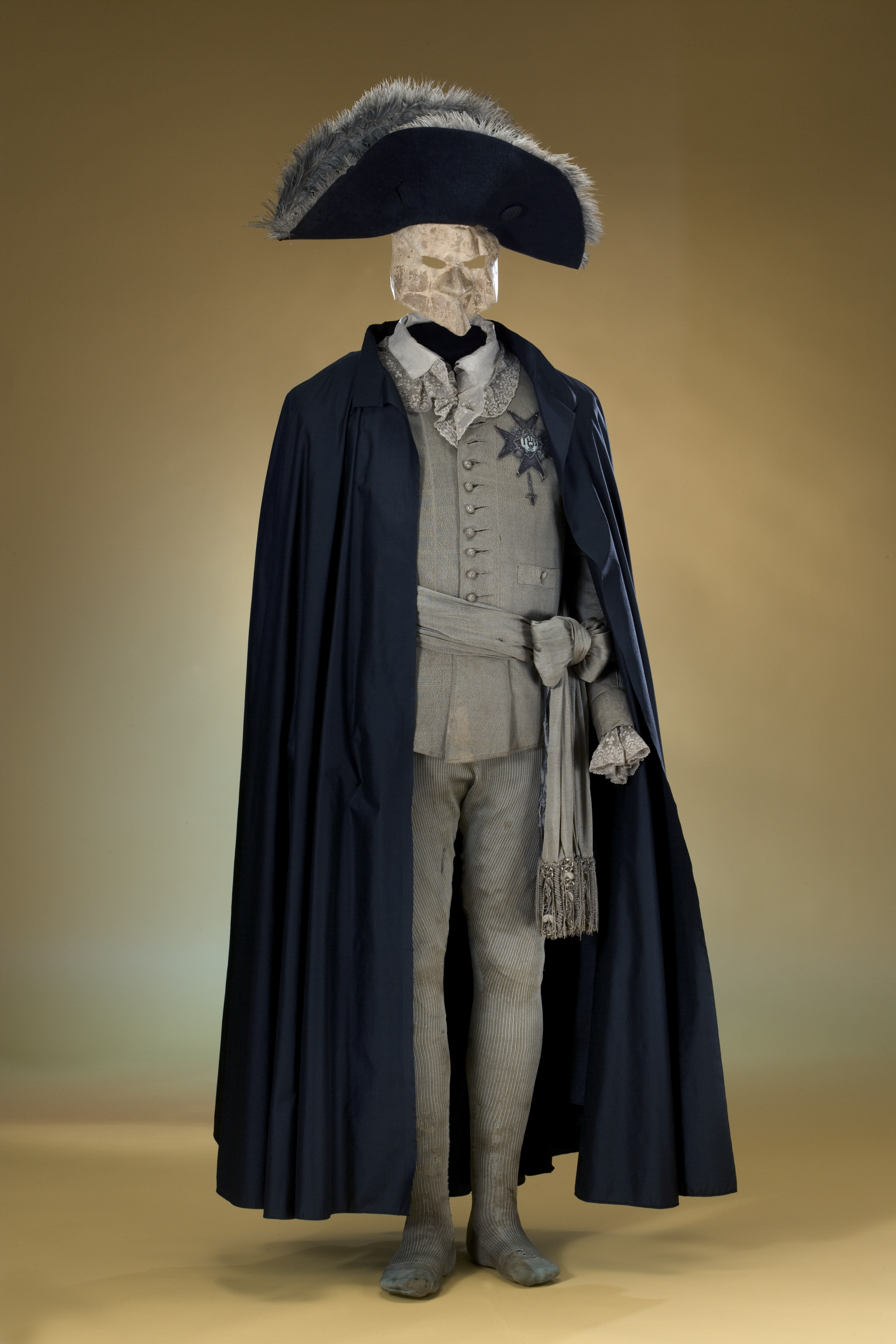
暗殺当日に着用していた服

グスタフ3世は、国内外で名声を高めたが、国内的な政情不安を打ち消す事は出来なかった。彼の専制的な政治は、一部の貴族達の不満を買っていた。さらにスウェーデン経済も不況となっていた。
グスタフ3世は母の影響で演劇に興味があった。自分で劇を手がけ、それを演出したこともあったという。特に彼のお気に入りだった離宮ドロットニングホルム宮殿は、20世紀にスウェーデンの世界遺産にも選ばれている。この宮殿で華やかな舞踏会や演劇が毎年開かれ、北欧のヴェルサイユ宮殿とまで賞賛されるようになった。
グスタフ3世は1792年3月16日、ストックホルムのオペラ座で開かれた仮面舞踏会の最中、背後から拳銃で撃たれた。その後、手術を受けたが2週間しか持たず、合併症を併発して、46歳でこの世を去った。グスタフ3世の暗殺は、欧州諸国に衝撃を与えた。フランス革命の脅威と重なり、欧州各国は、保守色を強め国内の統制を強めていった。これと併せてスウェーデンでもヨーロッパ主要国においても啓蒙主義的な君主は見られる事はなくなった。
暗殺の裏には貴族らからの反発があった。グスタフ3世は国の大きな柱にした軍隊にかかる費用をまかなうために貴族らに増税を強制していた。暗殺の黒幕として、フレドリク・アクセル・フォン・フェルセン侯爵（ハンス・アクセル・フォン・フェルセンの父）が噂されたが定かではない。実行犯ヤコブ・ヨハン・アンカーストレム伯爵は地所と特権剥奪の上、3日間鞭打ちを受け、右手を切断された上で4月27日に斬首刑に処せられた。
グスタフ3世の目指していた近代的な国家作りは、一般の市民や農民に支えられていた。彼の死によって、スウェーデンの大国復興の夢は潰え去り、北欧は欧州列強のパワーゲームの下にさらされる事になるのである。
グスタフ3世は、アニアーラ事件が起きた頃、周囲にこう漏らしたという。
| 「                                       | 私は祖国を救い、軍事を強化し、文芸を推奨し、また、内政にも尽くした。そして祖国は、戦争に勝利する事によってかつての栄光を取り戻すだろう。しかし、その時には、私は国民から見捨てられ、裏切られる事になるだろう | 」 |
| —『物語スウェーデン史』 武田龍夫著，p131 | |    |

グスタフ3世は、暗殺の数年前にスウェーデンで有名な占い師ウルリカ・アルヴィドソンから暗殺予告を受けていたと言われる。彼がそれを信じていたかは定かではないが、オペラ座の私室で最後の晩餐を終えた後、暗殺を警告した秘匿の手紙を受けたグスタフ3世は、「彼らが暗殺を行うのだとしたら、今夜ほど良い機会はないだろう」とも語ったという。上記のアニアーラ事件の頃には、すでにグスタフ3世は暗殺予告を受けていたとされ、自身の予感としての発言であったと言えたが、その予感は結果的に当たってしまったと言える。

## 人物

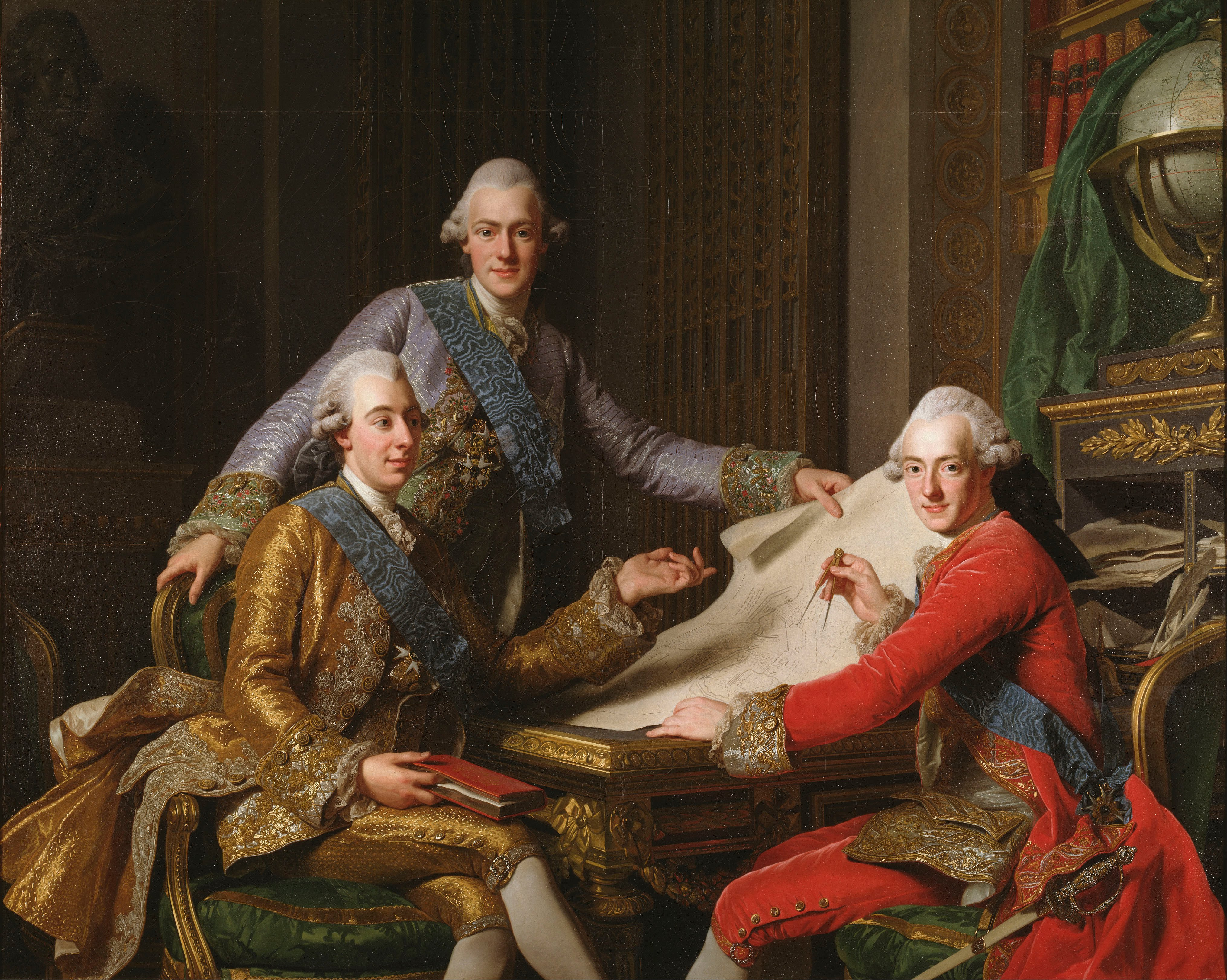
グスタフ3世と弟たち

グスタフ3世は王妃ソフィア・マグダレーナと不仲であったとも、あるいは若い女性に興味が無かったとも同性愛者だと噂された。一部ではグスタフ4世アドルフは彼の実子ではないとする説もある（この説を吹聴したのは、王妃と不仲であった王太后ロヴィーサ・ウルリカであったとされる）。ソフィア・マグダレーナはデンマーク王女で政略結婚でもあった。二人の間には2子が誕生しているが、成人したのはグスタフ4世アドルフだけだった。二人の性格は正反対ですれ違いも多く諍いも絶えなかった。グスタフ3世にとって、結婚生活は不幸以外の何物でもなかった。また、カールとフレドリク・アドルフの二人の弟たちとの関係も良好とは言えなかった。
母の強い影響や王妃との関係は、グスタフ3世の女性関係を淡白にしていると言われている。しかし、グスタフ3世に女性関係がまったくなかったわけではなく、パリで出会ったエグモント伯爵夫人のように特別な関係になった事もあった（ただし夫人は夭折した）。グスタフ3世の場合、女性関係は、情念的ではなく理性的であったと言える。
グスタフ3世は母に教わったように偉大な国王になるために努力した。衣装などにも過去の偉大な王らの衣装のアイディアを取り入れていた。さらに彼はフランス文化を敬愛し、ハガ伯爵という偽名を使い、度々フランスを訪問したという。グスタフ3世は啓蒙思想に感化され、ルソー、ダランベール、ヴォルテールなどの思想家、哲学者とも交際した。

## 系譜
| グスタフ3世 | 父: アドルフ・フレドリク    | 祖父: クリスティアン・アウグスト                   | 曽祖父: クリスチャン・アルブレクト[1]                        |
| グスタフ3世 | 父: アドルフ・フレドリク    | 祖父: クリスティアン・アウグスト                   | 曽祖母: フレゼリゲ・アメーリエ（デンマーク王女）             |
| グスタフ3世 | 父: アドルフ・フレドリク    | 祖母: アルベルティーネ・フリーデリケ               | 曽祖父: フリードリヒ7世マグヌス (バーデン＝ドゥルラハ辺境伯) |
| グスタフ3世 | 父: アドルフ・フレドリク    | 祖母: アルベルティーネ・フリーデリケ               | 曽祖母: アウグスタ[2]                                        |
| グスタフ3世 | 母: ロヴィーサ・ウルリカ[3] | 祖父: フリードリヒ・ヴィルヘルム1世 (プロイセン王) | 曽祖父: フリードリヒ1世 (プロイセン王)                       |
| グスタフ3世 | 母: ロヴィーサ・ウルリカ[3] | 祖父: フリードリヒ・ヴィルヘルム1世 (プロイセン王) | 曽祖母: ゾフィー・シャルロッテ（ハノーファー選帝侯女）       |
| グスタフ3世 | 母: ロヴィーサ・ウルリカ[3] | 祖母: ゾフィー・ドロテア                           | 曽祖父: ジョージ1世 (イギリス王)                             |
| グスタフ3世 | 母: ロヴィーサ・ウルリカ[3] | 祖母: ゾフィー・ドロテア                           | 曽祖母: ゾフィー・ドロテア（リューネブルク侯女）             |

[1]と[2]は、ともにフレゼリク3世 (シュレースヴィヒ＝ホルシュタイン＝ゴットルプ公)の子で兄妹。二人の姉：ヘートヴィヒ・エレオノーラはスウェーデン王カール10世の妃。
[3]の兄は、プロイセン王フリードリヒ2世（大王）。